# Federal Election Commission
Die Federal Election Commission (FEC; deutsch „Bundeswahlkommission“) ist eine unabhängige Bundesbehörde der Vereinigten Staaten mit Sitz in Washington, D.C. Sie wurde im Jahr 1974 vom Kongress gegründet, um die Wahlkampffinanzierung zu regulieren.

## Aufgaben
Die Behörde soll die Integrität des bundesstaatlichen Verfahrens zur Wahlkampffinanzierung schützen. Dies soll durch die Schaffung von Transparenz und gerechte Durchsetzung und Verwaltung der bundesstaatlichen Gesetze zur Wahlkampffinanzierung erreicht werden.
Gemäß eigener Definition sieht sich die Kommission für folgende Aufgaben verantwortlich:
- Offenlegung von Informationen zur Wahlkampffinanzierung
- Durchsetzung der Gesetzgebung zu Parteispenden
- Überwachung der öffentlichen Finanzierung von Präsidentschaftswahlen

## Geschichte
Bereits 1905 erkannte Präsident Theodore Roosevelt die Notwendigkeit einer Reform der Wahlkampffinanzierung und forderte eine Gesetzgebung, die Spenden von Unternehmen für politische Zwecke verbietet. Als Reaktion darauf erließ der Kongress zwischen 1907 und 1966 mehrere Gesetze.
Im Jahr 1971 fasste der Kongress seine früheren Reformbemühungen im Federal Election Campaign Act zusammen und führte strengere Offenlegungsvorschriften für Bundeskandidaten, politische Parteien und politische Aktionsausschüsse (PACs) ein. Doch ohne eine zentrale Verwaltungsbehörde waren die Gesetze zur Wahlkampffinanzierung nur schwer durchzusetzen.
Nach Berichten über schwerwiegende finanzielle Missbräuche im Präsidentschaftswahlkampf 1972 änderte der Kongress 1974 den Federal Election Campaign Act, um Obergrenzen für Spenden von Einzelpersonen, politischen Parteien und PACs festzulegen. Mit den Änderungen von 1974 wurde auch eine unabhängige Behörde, die FEC, eingerichtet. Die FEC öffnete 1975 ihre Pforten.

## Zusammensetzung
Die Kommission besteht aus sechs Mitgliedern, die vom Präsidenten ernannt und vom Senat bestätigt werden. Jedes Mitglied hat seine Position über eine Amtszeit von mindestens sechs Jahren inne. In einem Rhythmus von zwei Jahren werden zwei Mitglieder ersetzt. Gemäß der Gesetzgebung darf eine politische Partei nicht durch mehr als drei Mitglieder repräsentiert werden. Bei einer Abstimmung sind mindestens vier Stimmen notwendig, damit die Kommission in Aktion tritt. Der Vorsitz der Kommission rotiert jährlich unter den Mitgliedern. Allerdings ist es keinem Mitglied erlaubt, den Vorsitz mehr als einmal für sich zu beanspruchen.

### Aktuelle Zusammensetzung
| Name                        | Position                       | Parteizugehörigkeit | ernannt durch   |
| --------------------------- | ------------------------------ | ------------------- | --------------- |
| Dara Lindenbaum             | Vorsitzende                    | Demokraten          | Joseph Biden    |
| Sean J. Cooksey             | Stellvertretender Vorsitzender | Republikaner        | Donald J. Trump |
| Shana M. Broussard          | Kommissionsmitglied            | Demokraten          | Donald J. Trump |
| Allen Dickerson             | Kommissionsmitglied            | Republikaner        | Donald J. Trump |
| James E. „Trey“ Trainor III | Kommissionsmitglied            | Republikaner        | Donald J. Trump |
| Ellen L. Weintraub          | Kommissionsmitglied            | Demokraten          | George W. Bush  |
| Quelle:                     |                                |                     |                 |

## Bekannte ehemalige Mitglieder der FEC
- Thomas B. Curtis
- Don McGahn
- William L. Springer
- Neil Staebler
- Vernon Wallace Thomson
- Robert Tiernan